# Vassilsoursk
Vassilsoursk, (en russe : Васильсурск), est une commune urbaine de l'oblast de Nijni Novgorod en Russie.

## Géographie

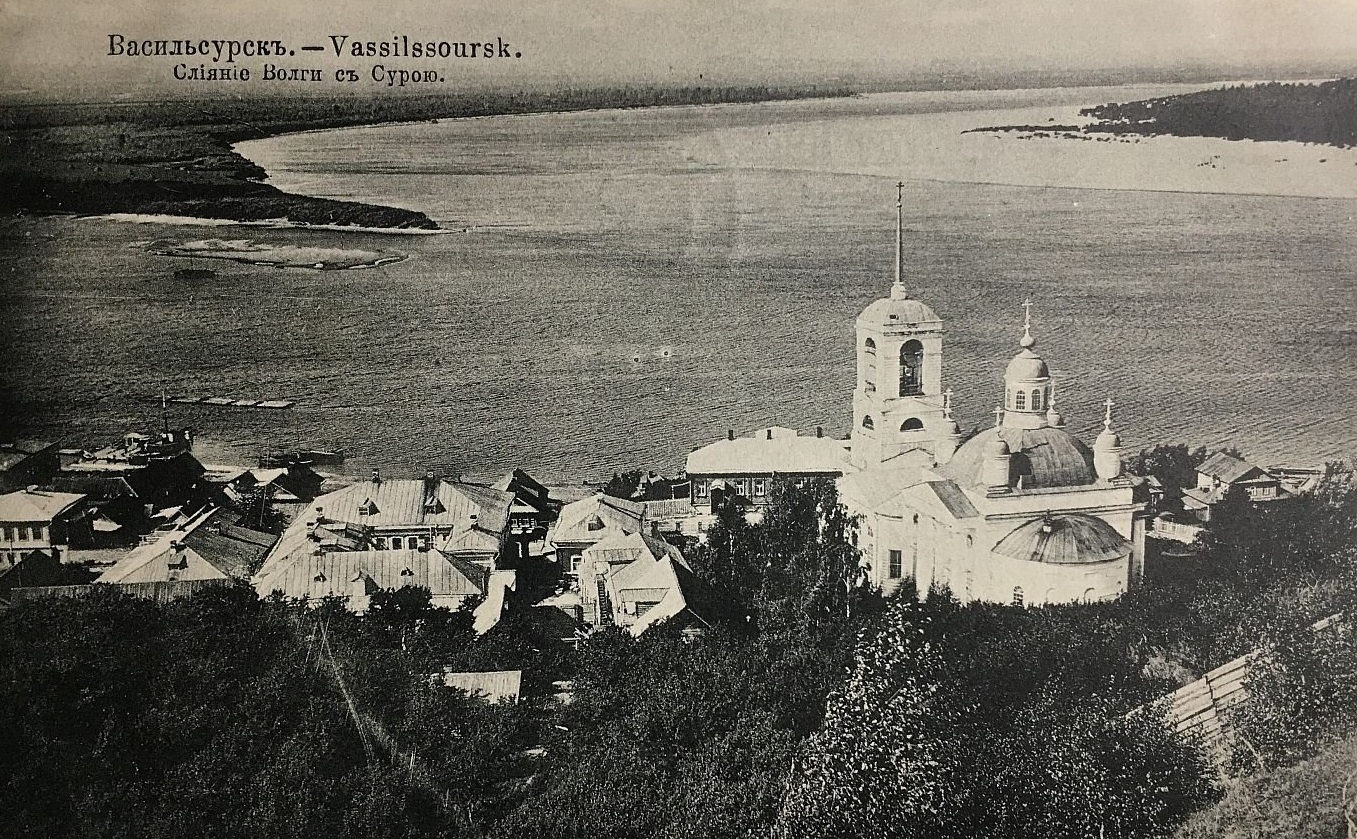
Vassilsoursk vers 1910.

La commune urbaine est située à 152 km à l'est de Nijni Novgorod, à la confluence de la Volga et de la Soura sur une hauteur.

## Sura
La commune urbaine abrite le Sura (système), un système proche du HAARP américain d'agitation de la ionosphère permettant de provoquer des perturbations atmosphériques.

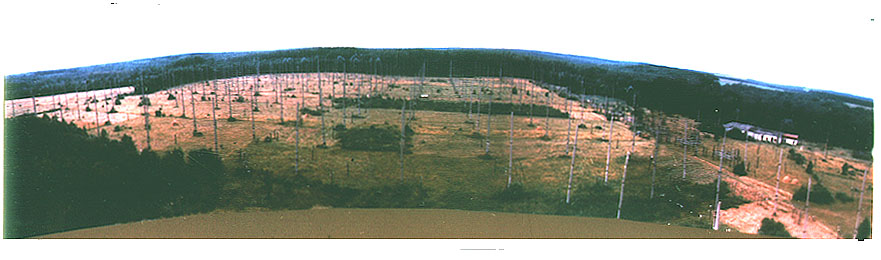
Sura à Vassilsoursk

## Patrimoine

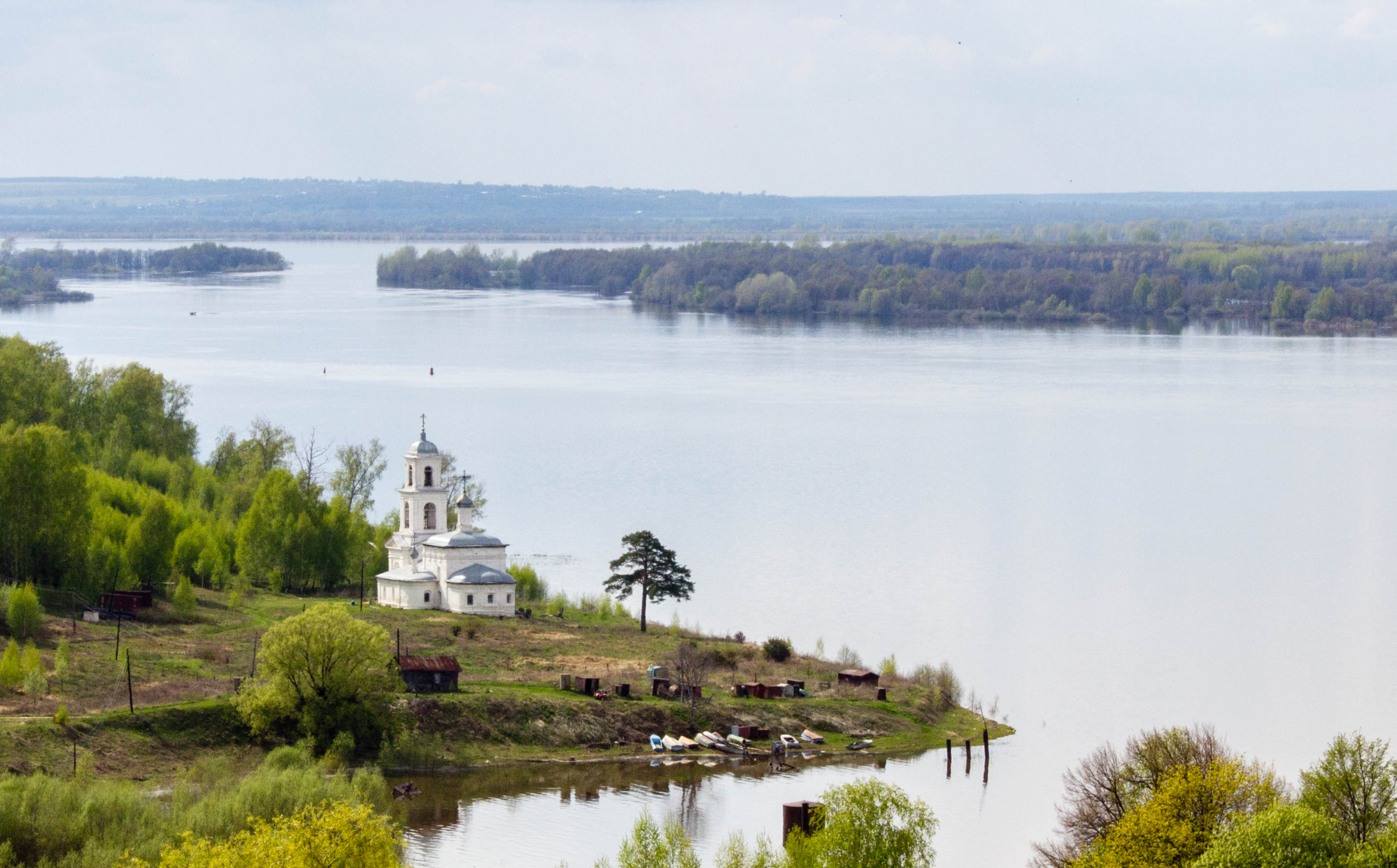
Vue de l'église de Khmeliovka.

Dans le petit village de Khmeliovka, à quelques kilomètres, qui fait partie de Vassilsourk se trouve une église inscrite au patrimoine. L'église Notre-Dame-de-Kazan a été construite en briques en 1707. Elle se présente sous la forme d'un quadrilatère sans pilier, à double hauteur et à dôme unique, complété par une ceinture de kokochniks, avec une abside pour l'autel et une trapeznaïa avec une chapelle nord consacrée à saint Michel Maleïnos. Le clocher à trois niveaux dans le style du classicisme tardif a été ajouté en 1872. L'église est fermée à la fin des années 1920, pour servir à différents usages et est à l'abandon dans les années 1980. En 1998, elle est rendue au culte et restaurée. Elle dépend de l'éparchie de Lyskovo.